# Реакция Дёбнера — Миллера

Схема протекания реакции при использовании альдегида и анилина

Реакция Дёбнера — Миллера (синтез Дёбнера — Миллера) — именная химическая реакция, метод получения производных хинолина циклоконденсацией ароматических аминов, у которых свободно орто-положение, с альдегидами и кетонами в присутствии конденсирующего агента, в роли которого обычно выступает соляная кислота или хлорид цинка, присутствующие в растворе. Открыта в 1881 году немецкими химиками О. Дёбнером и В. Миллером. Механизм реакции подобен механизму реакции Скраупа.

## Механизм
Приведён механизм реакции на примере анилина и ненасыщенного альдегида.
В начале реакции аминогруппа анилина (1) атакует двойную углерод-углеродную связь (2), осуществляя сопряжённое присоединение. Это приводит к образованию енолята (3). Протон водорода отщепляется от аминогруппы, переходя к кислороду енольной группы (4). После этого в результате кето-енольной таутомерии образуется кетон (5). Под действием ионов водорода, находящихся в растворе, атомы кислорода и азота протонируются, образуя неустойчивый ион (6), который в результате внутримолекулярного электрофильного присоединения образует соединение, содержащее два цикла (7). Оно отщепляет протон, таким образом переходя в более стабильную форму существования (8). Затем при нагревании происходит дегидратация полученного соединения, образование новой двойной связи (9). Завершает реакцию окисление полученного вещества с образованием производного хинолина (10). В качестве окислителя может быть использован элементарный иод, кислород воздуха или основание Шиффа, которое непременно образуется в реакционной смеси в результате взаимодействия ароматического амина и карбонильного соединения, если протекание этой побочной реакции допустимо в данных конкретных условиях проведения синтеза.
Механизм реакции Дёбнера — Миллера близок к механизму реакции Скраупа. Однако, в отличие от него, ненасыщенные карбонильные соединения в рассматриваемом синтезе образуются другим способом. Их могут добавить сразу в реакционную смесь или синтезировать непосредственно в ней методом кротоновой конденсации, имея изначально насыщенный альдегид или кетон. Здесь большую роль играют конденсирующие агенты, которые и осуществляют протекание данного процесса. В качестве них используют хлорид цинка, соляную или серную кислоту. Также они участвуют в предпоследней стадии реакции Дёбнера-Миллера, облегчая дегидратацию соединения 8, особенно если кислоты концентрированные.

## Модификации
К. Бейером в 1886 году была предложена модификация рассматриваемой реакции. Она подразумевает получение 2,4-дизамещённых хинолинов взаимодействием смеси альдегида и метилкетона с ароматическим амином. В реакционной смеси альдегид и метилкетон реагируют с образованием ненасыщенных карбонильных соединений, которые и вступают в реакцию с ароматическим амином, давая необходимый продукт.
Для получения 2,4-дизамещённых производных хинолина предлагается использовать пировиноградную кислоту в качестве метилкетона, а альдегид оставить неизменным. Однако производные хинолина образуется лишь в случае использования ароматического альдегида, тогда как в присутствии алифатического альдегида образуются производные пирролидона ввиду другого механизма протекания рассматриваемой реакции.